# Le Monde
Le Monde é um jornal diário francês fundado por Hubert Beuve-Méry e continuamente publicado em Paris desde a sua primeira edição em 19 de dezembro de 1944. É um dos mais importantes e amplamente respeitados jornais do mundo.
É um dos dois principais jornais franceses ao lado do Le Figaro e a principal publicação do Grupo La Vie-Le Monde. Tinha uma circulação média de 323 039 exemplares por edição em 2009, cerca de 40 mil das quais vendidas no exterior. O jornal tem próprio site desde 19 de dezembro de 1995 e é muitas vezes o único jornal francês facilmente obtido em países não francófonos. Ele não deve ser confundido com a publicação Le Monde diplomatique, da qual o Le Monde tem 51% de participação, mas que é editorialmente independente.
O lado jornalístico do jornal tem uma forma colegial da organização, em que a maioria dos jornalistas não são apenas de docentes, mas os intervenientes financeiros na empresa, bem como, e participar nas eleições de alta gerência e executivos seniores. Nos anos 1990 e 2000, o Grupo La Vie-Le Monde foi expandido sob a gestão do editor Jean-Marie Colombani com uma série de aquisições. No entanto, a sua rentabilidade não era suficiente para cobrir as grandes dívidas que assumiu para financiar essa expansão e procurou novos investidores em 2010 para salvar a empresa da falência. Em junho de 2010, os investidores Matthieu Pigasse, Pierre Bergé e Xavier Niel adquiriram uma participação controladora no jornal.
Ao contrário de outros jornais do mundo, como The New York Times, o Le Monde era tradicionalmente focado em oferecer análise e opinião, em vez de ser um jornal de registro. Por isso, era considerado menos importante para o jornal oferecer o máximo de cobertura de notícias do que oferecer uma interpretação cuidadosa de eventos atuais. Por exemplo, no 10.º aniversário do afundamento do Rainbow Warrior, o jornal implicou diretamente François Mitterrand, que era o presidente francês na época, na operação. Nos últimos anos, no entanto, o jornal criou uma maior distinção entre fato e opinião.